# Antrodiaetus stygius
Antrodiaetus stygius är en spindelart som beskrevs av Coyle 1971. Antrodiaetus stygius ingår i släktet Antrodiaetus och familjen Antrodiaetidae. Inga underarter finns listade i Catalogue of Life.